# لوئیستون (کالیفرنیا)
لوئیستون (به انگلیسی: Lewiston) یک منطقهٔ مسکونی در ایالات متحده آمریکا است که در شهرستان ترینیتی، کالیفرنیا واقع شده‌است. لوئیستون ۵۱٫۸۲۴ کیلومتر مربع مساحت و ۱٬۱۹۳ نفر جمعیت دارد و ۵۵۳ متر بالاتر از سطح دریا واقع شده‌است.